# Nuclei armi supplementari
I Nuclei Armati Supplementari (N.A.S.) furono un'unità di fuoco della Guardia alla Frontiera, impiegati nel Vallo Alpino.
Solitamente le opere dei centri di resistenza e di fuoco ospitavano avevano dei campi fissi di tiro. Questi nuclei invece avevano lo scopo di difendere quelle zone tra le opere che non erano coperte, o in aggiunta, anche alcuni settori del reticolato difensivo.
Questi nuclei erano dotati di mitragliatrici, cannoni e mortai, ma all'aperto, senza avere a loro disposizione delle vere e proprie strutture difensive. Solo in pochi casi i nuclei erano ospitati da piccole opere resistenti però solo ai piccoli calibri e schegge.